# Spatelbrosklav
Spatelbrosklav (Ramalina pollinaria) är en lavart som först beskrevs av Westr., och fick sitt nu gällande namn av Erik Acharius. Spatelbrosklav ingår i släktet Ramalina och familjen Ramalinaceae.  Arten är reproducerande i Sverige. Inga underarter finns listade i Catalogue of Life.

## Källor

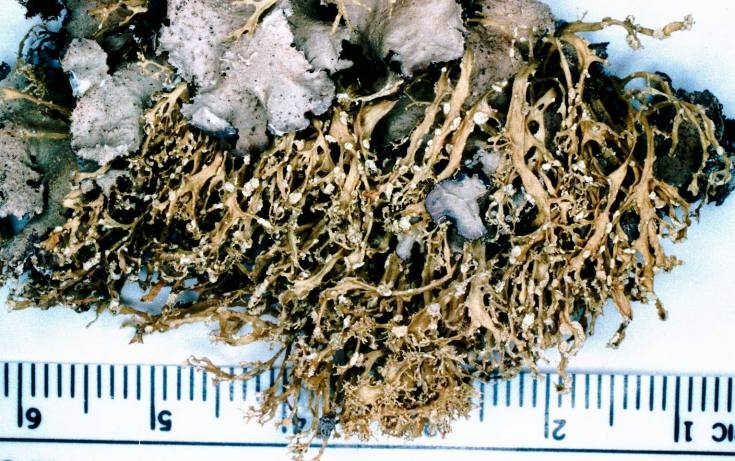
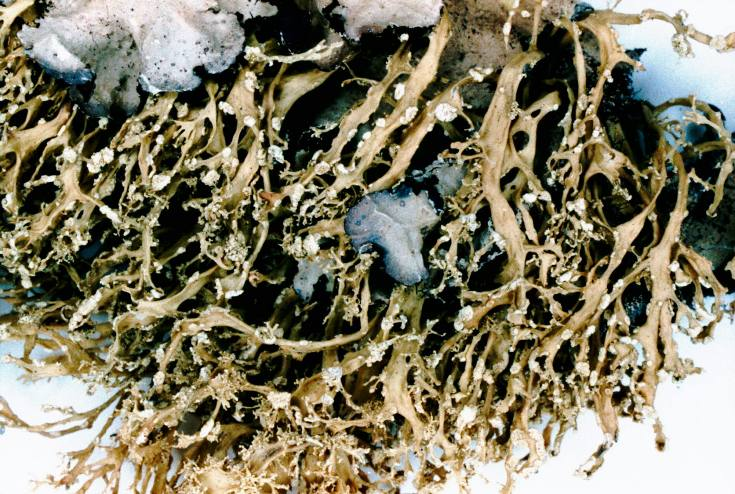
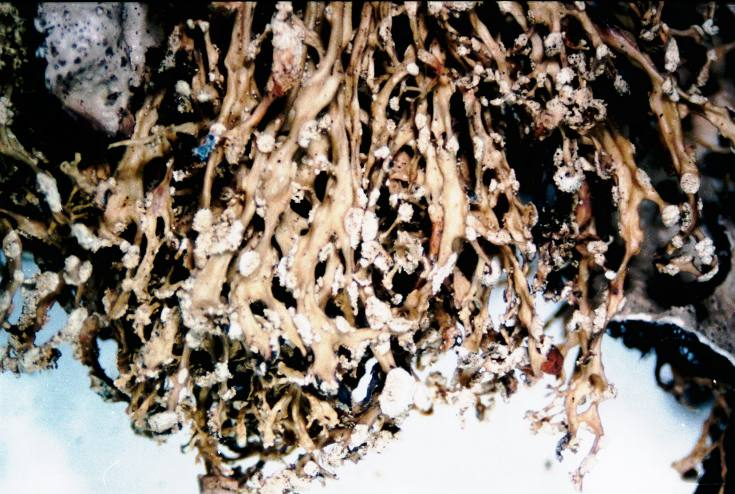
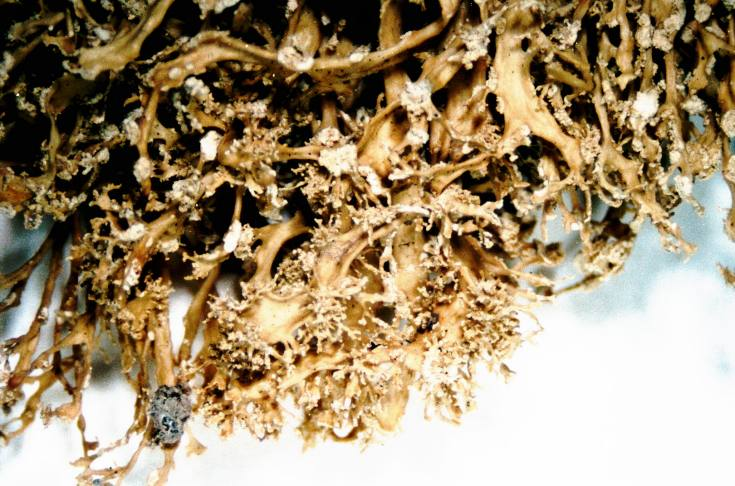
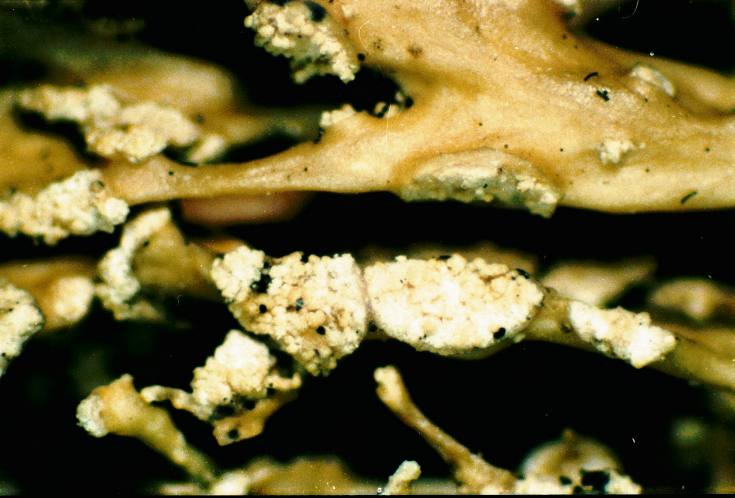
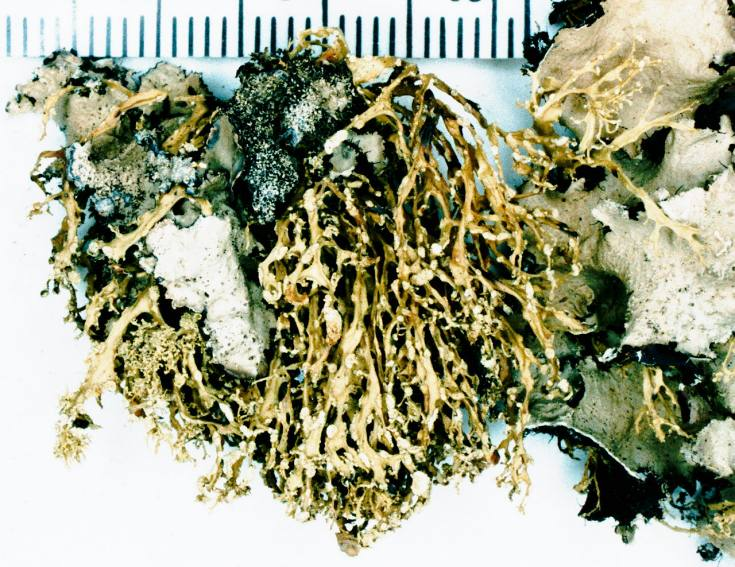